# 舛添要一 朝までファミコン
『舛添要一 朝までファミコン』（ますぞえよういち あさまでファミコン）は、1992年4月17日にココナッツジャパンエンターテイメントより発売された日本のファミリーコンピュータ用ゲームソフト。
開発はC-DREAMが行い、元東京大学教養学部政治学助教授で舛添政治経済研究所所長だった舛添要一が監修。

## 概要
会社の大プロジェクトを成功させるために、各方面で奔走するビジネスマンが主人公のアドベンチャーゲームである。
四章にわたって構成されている。章が終了するとビジネスマンクイズが20問ずつ用意されている。クリア場面では計60問に対して正答数が発表され、それに対して舛添要一がコメントを返してくるが、スコア次第では舛添に怒鳴られることもある。
文章は漢字も入った大きな文字なので読みやすくなっている。

## ストーリー
- 第一章 部長代理を命ず
- 第二章 大逆転 狂想曲
- 第三章 怨嗟 忘るまじ
- 第四章 野望の果て

## 登場人物
藤沢和人
本作の主人公。ココナッツ商事営業部1課長。会長派。
急病で倒れた中村部長の代わりにグリーン計画の責任者となる。
浅井
ココナッツ商事常務取締役。会長派。中村部長の上司でもあり、グリーン計画を藤沢に任せたのも彼である。
近藤恭子
中村部長の秘書。
竹内
ココナッツ商事営業1課。藤沢の同期。会長派。
井上
ココナッツ商事営業2課長。藤沢とは同期だがそりが合わない。社長派。
大川
大川興産社長。酒と女が大好きな関西弁の男。
女将
料亭「ゆうづき」の女将。若林会長、中村部長は常連客。浅井常務のおば。
道上孝子
派遣社員。
若林
ココナッツ商事会長。創業者。グリーン計画に賛成。
舛添要一
若林会長の知り合い。ジャーナリスト。マスコミにもよく取り上げられる。
中隈
丸ノ内銀行頭取。孫がいる。
親父
寿司屋「貫禄寿司」の親父。息子がココナッツ商事のライバル会社にいる。
田村麻里
中隈頭取の孫。家出している。
山波兵衛
大物政治家。利権屋と呼ばれている。
中村
ココナッツ商事営業部長。急病で倒れる前はグリーン計画の責任者だった。会長派。
キャサリン
パリ大学出身。環境に関する活動をしている。
野瀬
謎の女。ハスキーボイスが特徴。
菅原
ココナッツ商事社長。グリーン計画に反対している。

## 評価
- ゲーム誌『ファミコン通信』の「クロスレビュー」では、6・6・7・6の合計25点（満40点）になっており[6][3]、レビュアーからの肯定的な意見としては、「ビジネスマン気分でプロジェクトを進行させたり、関係会社のお偉いさんを高級料亭で接待したり。普通では体験できないようなことができちゃうところがうれしい」などと評されているが、否定的な意見としては、「ゲームシステム自体が、ありきたりなアドベンチャー形式だってのがちょっとひっかかる」と評されている[6]。

- ゲーム誌『ファミリーコンピュータMagazine』の読者投票による「ゲーム通信簿」での評価は以下の通りとなっており、16.6点（満30点）となっている[4]。

| 項目 | キャラクタ | 音楽 | お買得度 | 操作性 | 熱中度 | オリジナリティ | 総合 |
| 得点 | 3.2        | 2.5  | 2.6      | 2.8    | 2.6    | 3.0            | 16.6 |

- ゲーム本『仰天B級ゲームの逆襲』（1998年、二見書房）では下記の評価を下しており、「そもそも、企業内の派閥争いをテーマにしたアドベンチャーゲームに、なぜこのタイトルをつけたのかがまったく理解できない」、「だいたい何が悲しくて、ゲームでまで上司にヘーコラしたり、関西弁のエロ社長を料亭やクラブに接待したりしなきゃいけないんだ」と評している[5]。

| 項目 | イマウケ度 | カルト度 | グラフィック | オリジナリティー | ハラダチ度 | インパクト |
| 得点 | 星5 / 5    | 星2 / 5  | 星2 / 5      | 星3 / 5          | 星4 / 5    | 星5 / 5    |

## その他
- 舛添が東京都知事になっていた頃、一部メディアが本作を紹介したり、オークションサイトなどで高値で取引されていたことがあった[7]。特に公私混同問題が表面化された2016年5月には、付録の小冊子に載っていたある言葉が舛添への「ブーメラン」として話題になった[8]。